# Barry Sonnenfeld
Barry Sonnenfeld (New York, 1953. április 1. –) Primetime Emmy-díjas amerikai filmrendező, producer és operatőr.
Pályafutása elején operatőrként tevékenykedett. Filmrendezőként leginkább vígjátékokat rendezett: 1991-ben debütált Addams Family – A galád család című rendezésével, melynek két évvel később a második részét is elkészítette. Egyéb, fontosabb filmjei közé tartozik a Szóljatok a köpcösnek! (1995), a Men in Black-filmek első három része (1997–2012), valamint a Wild Wild West – Vadiúj vadnyugat (1997).
Két epizódot rendezett a Halottnak a csók című vígjáték-drámasorozathoz, mellyel 2008-ban Primetime Emmy-díjat nyert.

## Filmográfia

### Film

#### Rendező és producer
| Év   | Magyar cím                                        | Eredeti cím                                     | Feladatkör | Feladatkör |
| Év   | Magyar cím                                        | Eredeti cím                                     | Rendező    | Producer   |
| ---- | ------------------------------------------------- | ----------------------------------------------- | ---------- | ---------- |
| 1991 | Addams Family – A galád család                    | The Addams Family                               | Igen       | Nem        |
| 1993 | Szenzációs recepciós                              | For Love or Money                               | Igen       | Nem        |
| 1993 | Addams Family 2. – Egy kicsivel galádabb a család | Addams Family Values                            | Igen       | Nem        |
| 1995 | Szóljatok a köpcösnek!                            | Get Shorty                                      | Igen       | Vezető     |
| 1997 | Men in Black – Sötét zsaruk                       | Men in Black                                    | Igen       | Nem        |
| 1998 | Mint a kámfor                                     | Out of Sight                                    | Nem        | Vezető     |
| 1999 | Wild Wild West – Vadiúj vadnyugat                 | Wild Wild West                                  | Igen       | Igen       |
| 2000 | Kereszttaták                                      | The Crew                                        | Nem        | Igen       |
| 2002 | Totál káosz                                       | Big Trouble                                     | Igen       | Igen       |
| 2002 | Men in Black – Sötét zsaruk 2.                    | Men in Black II                                 | Igen       | Nem        |
| 2004 | Betörő az albérlőm                                | The Ladykillers                                 | Nem        | Igen       |
| 2004 | A balszerencse áradása                            | Lemony Snicket's A Series of Unfortunate Events | Nem        | Vezető     |
| 2006 | Rumlis vakáció                                    | RV                                              | Igen       | Nem        |
| 2007 | Bűbáj                                             | Enchanted                                       | Nem        | Igen       |
| 2008 | Csimpilóták                                       | Space Chimps                                    | Nem        | Igen       |
| 2012 | Men in Black – Sötét zsaruk 3.                    | Men in Black 3                                  | Igen       | Nem        |
| 2016 | Kilenc élet                                       | Nine Lives                                      | Igen       | Nem        |
| 2019 | Men in Black – Sötét zsaruk a Föld körül          | Men in Black: International                     | Nem        | Vezető     |
| 2022 | Bűbáj 2. – Kiábrándulva                           | Disenchanted                                    | Nem        | Igen       |

#### Operatőr
| Év   | Magyar cím                  | Eredeti cím                   | Rendező         |
| ---- | --------------------------- | ----------------------------- | --------------- |
| 1982 |                             | In Our Water (dokumentumfilm) | Meg Switzgable  |
| 1984 | Véresen egyszerű            | Blood Simple                  | Joel Coen (1.)  |
| 1985 |                             | Compromising Positions        | Frank Perry     |
| 1987 | Arizonai ördögfióka         | Raising Arizona               | Joel Coen (2.)  |
| 1987 | Bunyó háromkor              | Three O'Clock High            | Phil Joanou     |
| 1987 | Dobjuk ki anyut a vonatból! | Throw Momma from the Train    | Danny DeVito    |
| 1988 | Segítség, felnőttem!        | Big                           | Penny Marshall  |
| 1989 | Harry és Sally              | When Harry Met Sally...       | Rob Reiner (1.) |
| 1990 | A halál keresztútján        | Miller's Crossing             | Joel Coen (3.)  |
| 1990 | Tortúra                     | Misery                        | Rob Reiner (2.) |

#### Színész
| Év   | Magyar cím                                        | Eredeti cím          | Szerep                            | Megjegyzések                 |
| ---- | ------------------------------------------------- | -------------------- | --------------------------------- | ---------------------------- |
| 1991 | Addams Family – A galád család                    | The Addams Family    | utas Gomez vonatán                | stáblistán nincs feltüntetve |
| 1993 | Addams Family 2. – Egy kicsivel galádabb a család | Addams Family Values | Mr. Glicker                       | magyar hangja Jakab Csaba    |
| 1995 | Szóljatok a köpcösnek!                            | Get Shorty           | ajtónálló                         | stáblistán nincs feltüntetve |
| 1997 | Men in Black – Sötét zsaruk                       | Men in Black         | idegen lény a monitoron           |                              |
| 2002 | Totál káosz                                       | Big Trouble          | Gator rajongó a rádióban (hangja) | stáblistán nincs feltüntetve |
| 2002 | Men in Black – Sötét zsaruk 2.                    | Men in Black II      | neuralizált apuka                 |                              |
| 2006 | Rumlis vakáció                                    | RV                   | Irv                               |                              |
| 2012 | Men in Black – Sötét zsaruk 3.                    | Men in Black 3       | kilövést figyelő férj             |                              |
| 2016 | Kilenc élet                                       | Nine Lives           | egyéb macskahangok                |                              |

## Fordítás
- Ez a szócikk részben vagy egészben  a   Barry Sonnenfeld című angol Wikipédia-szócikk fordításán alapul.  Az eredeti cikk szerkesztőit annak laptörténete sorolja fel. Ez a jelzés csupán a megfogalmazás eredetét és a szerzői jogokat jelzi, nem szolgál a cikkben szereplő információk forrásmegjelöléseként.